# Ciclone Bongwe
O Ciclone Bongwe foi o terceiro ciclone tropical e o segundo sistema nomeado da temporada de ciclones no Oceano Índico sudoeste de 2007-08. Durante o seu período de existência, Bongwe não afetou terras emersas.

## História meteorológica

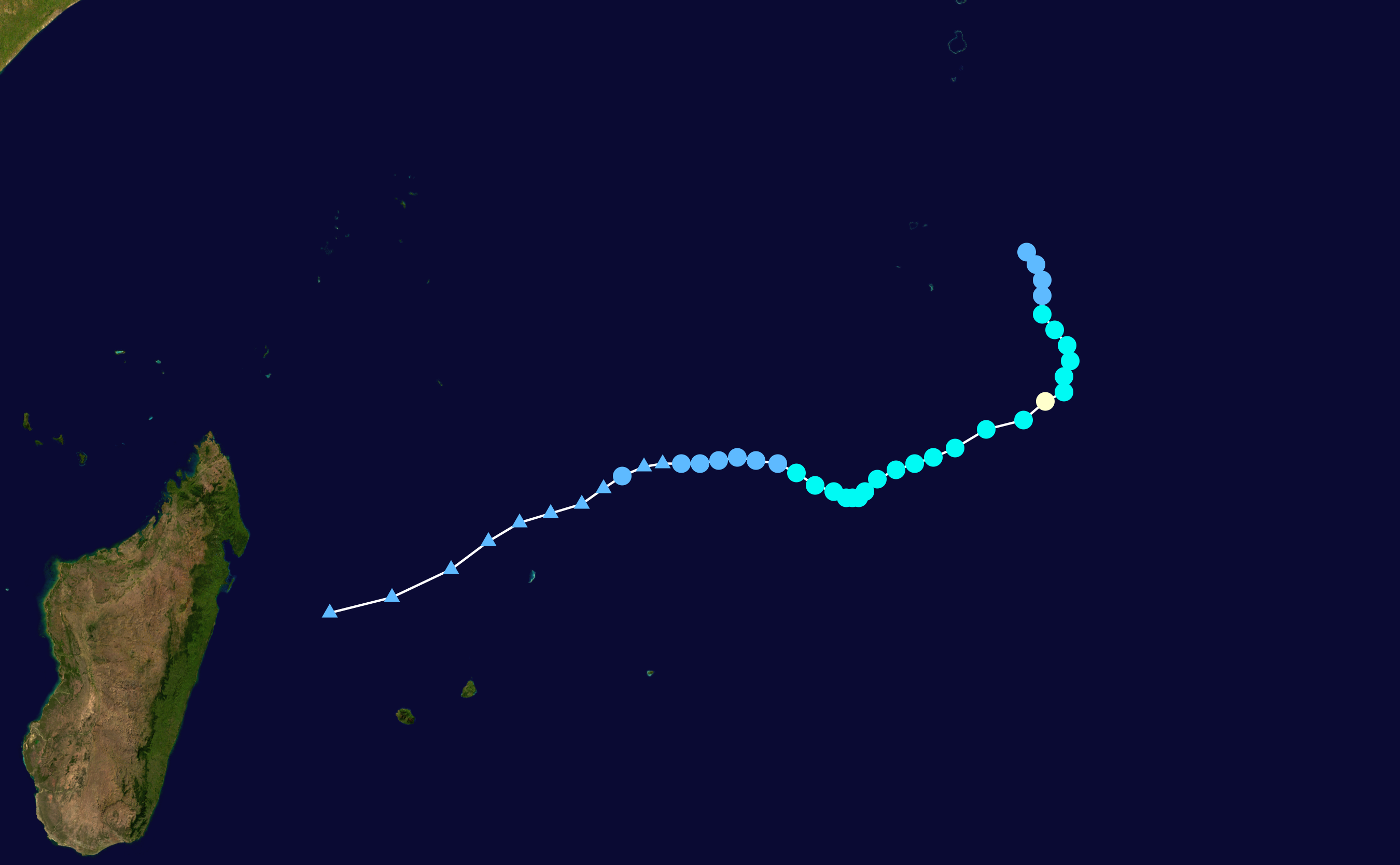
O caminho de Bongwe

Bongwe originou-se de uma perturbação tropical que se formou a leste de Diego Garcia em 15 de Novembro. Uma área de distúrbios meteorológicos formou-se a leste de Diego Garcia e gradualmente foi se consolidando. Em 15 de Novembro, o sistema começou a ser monitorado como uma perturbação tropical. O sistema lentamente se organizou e sua circulação ciclônica começou a interagir com a tempestade tropical severa "Ariel". Nos dois dias seguintes, o sistema continuou a se organizar lentamente e em 17 de Novembro, o Joint Typhoon Warning Center (JTWC) em 17 de Novembro. Logo depois, o JTWC classificou a perturbação como o ciclone tropical "04S" no começo da madrugada do dia seguinte. No mesmo dia, o Centro Meteorológico Regional Especializado (CMRE) de Reunião classificou o sistema como a Perturbação Tropical Três. Depois, ainda no mesmo dia, a Meteo-France classificou a perturbação tropical como a depressão tropical Três. O sistema continuou a se fortalecer e o CMRE de Reunião classificou a depressão como a tempestade tropical moderada Bongwe em 19 de Novembro. Bongwe continuou a sua tendência de fortalecimento durante aquele dia e o CMRE de Reunião classificou Bongwe como uma tempestade tropical severa. No final daquele dia, Bongwe atingiu seu pico de intensidade com ventos constantes (10 minutos sustentados) de 100 km/h, segundo o CMRE de Reunião, e ventos constantes (1 minuto sustentado) de 120 km/h, segundo o JTWC. Em 20 de Novembro, os ventos de cisalhamento se intensificaram e começaram a atingir Bongwe, fazendo o sistema se enfraquecer para uma tempestade tropical moderada. A atuação dos ventos de cisalhamento sobre Bongwe foi interrompida e o ciclone voltou a se fortalecer para uma tempestade tropical intensa. A tendência de fortalecimento foi de curta duração, pois os ventos de cisalhamento voltaram a se intensificar, causando o enfraquecimento do sistema em 23 de Novembro. Bongwe se dissipou totalmente em 24 de Novembro.

## Preparativos e impactos
Bongwe permaneceu em mar aberto durante todo o seu período de existência. Nenhum navio ou estação meteorológica registrou os ventos do ciclone. Não há registros de danos causados pela tempestade.